# Ginnastica ai Giochi della XXXI Olimpiade - Corpo libero maschile
La finale al corpo libero maschile alle Olimpiadi di Rio de Janeiro si è svolta nella HSBC Arena il 14 agosto.

## Podio
| Oro                        | Argento                | Bronzo                 |
| Max Whitlock Gran Bretagna | Diego Hypólito Brasile | Arthur Mariano Brasile |

## Qualificazioni
A causa della regola dei passaporti "two per country", l'accesso in finale è valido soltanto a due atleti per nazione.
| Pos. | Ginnasta          | Totale | Qual. |
| ---- | ----------------- | ------ | ----- |
| 1    | Sam Mikulak       | 15.800 | Q     |
| 2    | Jacob Dalton      | 15.600 | Q     |
| 3    | Kōhei Uchimura    | 15.533 | Q     |
| 4    | Diego Hypólito    | 15.500 | Q     |
| 5    | Max Whitlock      | 15.500 | Q     |
| 6    | Kenzō Shirai      | 15.333 | Q     |
| 7    | Kristian Thomas   | 15.233 | Q     |
| 8    | Yūsuke Tanaka     | 15.233 | —     |
| 9    | Arthur Mariano    | 15.200 | Q     |
| 10   | Manrique Larduet  | 15.200 | R1    |
| 11   | Rayderley Zapata  | 15.083 | R2    |
| 12   | Benjamin Gischard | 15.066 | R3    |

## Classifica
| Pos.    | Ginnasta        | D Score | E Score | Pen.   | Totale |
| ------- | --------------- | ------- | ------- | ------ | ------ |
| Oro     | Max Whitlock    | 6.800   | 8.833   | —      | 15.633 |
| Argento | Diego Hypólito  | 6.800   | 8.733   | —      | 15.533 |
| Bronzo  | Arthur Mariano  | 6.700   | 8.733   | —      | 15.433 |
| 4       | Kenzō Shirai    | 7.600   | 7.766   | —      | 15.366 |
| 5       | Kōhei Uchimura  | 6.900   | 8.641   | -0.300 | 15.241 |
| 6       | Jacob Dalton    | 6.700   | 8.433   | —      | 15.133 |
| 7       | Kristian Thomas | 6.200   | 8.858   | —      | 15.058 |
| 8       | Sam Mikulak     | 6.600   | 7.833   | -0.100 | 14.333 |